# Svenska mästerskapen i fälttävlan 1980
Svenska mästerskapen i fälttävlan 1980 avgjordes i Hässleholm . Tävlingen var den 30:e upplagan av Svenska mästerskapen i fälttävlan.

## Resultat
| Placering | Ryttare              | Häst         |
| --------- | -------------------- | ------------ |
| 1         | Maj-Christin Ehnberg | Franz Isac p |
| 2         | Ragnar Bengtsson     | Lady Moon    |
| 3         | Christian Persson    | Vagond       |